# IC 1919
IC 1919 — галактика типу E-S0 (еліптична спіральна галактика) у сузір'ї Піч.
Цей об'єкт міститься в оригінальній редакції індексного каталогу.